# Tamoura
Pour le footballeur, voir Khaled Tamoura.
Tamoura est un village du nord de la Syrie dans le gouvernorat d'Alep. Il se trouve au nord-ouest d'Alep en direction de la frontière turque sur des hauteurs dominant les localités d'Anadan, d'Hayan et d'Haritan et au sud-ouest des villages de Nobl et Zahraa. Il est surplombé par les collines de Dahret al-Qaraa and Dahret al-Qandileh. 
À la fin de la bataille d'Alep, le village est repris par les forces gouvernementales le 13 février 2016, coupant la route du ravitaillement d'armement des rebelles en provenance de Turquie et notamment de Gaziantep.